# Sanguisorba officinalis
Sanguisorba officinalis és una espècie de planta perenne de la família de les rosàcies. És una planta alimentària important per a les grans papallones blaves europees Maculinea nausithous i M. teleius.

## Descripció
És una planta perenne de fulles basals i inferiors imparipinnades de 3-7 cm de longitud, amb els folíols dentats (9-12 dents en cada costat). Les superiors són poc nombroses i més petites. Arriba a assolir des dels 15 cm a 2 m d'altura. Té una arrel negra per fora i de color rosat el seu interior. Floreix pel juny o juliol.
Aquesta espècie es distingeix d'altres Sanguisorba pels seus glomèruls de flors de color porpra fosc (totes hermafrodites), situats sobre llargs peduncles laterals.

## Distribució i hàbitat
Té una distribució eurosiberiana. En la península Ibèrica, habita en prats de sega i herbassars molt humits de muntanya.

## Propietats
Principis actius
Conté sanguisorbina, tanins, goma i sals.
Medicinals
Com a planta medicinal s'utilitza com: diürètic, estomacal, sudorífic, febrífug, tònic, astringent i aromàtic. L'arrel és astringent, estíptic i vulnerari. S'usa la planta sencera.
Per via externa, i a causa del seu alt contingut en tanins, exerceix efectes hemostàtics, i és útil per a les ferides i certes úlceres tòrpides o varicoses. En la medicina tradicional xinesa, s'utilitza en el tractament de les hemorràgies digestives i respiratòries, diarrea i gastroenteritis, així com, per via externa en cas de cremades.
S'ha utilitzat en la medicina tradicional xinesa (MTC), on se li coneix amb el nom de Di Yu. S'utilitza per refredar la sang, detenir el sagnat, la calor i guarir les ferides.

## Taxonomia
Sanguisorba officinalis va ser descrita per Carl von Linné i publicat a Species Plantarum 1: 116, l'any 1753.
Etimologia
- Sanguisorba: nom genèric que deriva, probablement, de la paraula llatina sanguis que es refereix a la capacitat d'aquesta planta per frenar l'hemorràgia.
- officinalis: epítet llatí que significa "oficinal, de venda en herbaris".[7]

Varietats acceptades
- Sanguisorba officinalis var. longifila (Kitag.) T.t.yu & C.l.li

Sinonímia
| - Pimpinella officinalis (L.) Lam. - Poterium boreale Salisb. - Poterium officinale (L.) A.Gray - Sanguisorba altissima Moench - Sanguisorba auriculata Scop. - Sanguisorba cylindrica Charb. - Sanguisorba hispanica Mill. - Sanguisorba major Bubani - Sanguisorba major Hill - Sanguisorba montana Jord. exBoreau - Sanguisorba nudicaulis Raf. - Sanguisorba polygama F.Nyl. - Sanguisorba sabauda Mill. - Sanguisorba serotina Jord. - Sanguisorba serpentini H.J.Cost & Puech |

## Nom comú
Agrimonia bastarda, amanida italiana, escalerilla, herba de la ganivetada, herba de la enjarretadura, herba del coll, herba de la mora, herba del ganivet, herba ge, jazmia, néspola, niéspola, níspera, nísperero del Japó, nespra, níspola, níspolero del Japó, pampanilla, pempinela, pempinella, perifolio, perifollo, pimpinela, pimpinela dels prats, pimpinela major, pimpinela menor, pimpinella acopada, pimpinella d'Espanya, pimpineta, rompepiedras, sanguina, sanguinària, sanguisorba, sanguisorba de roca, sanguisorba major, sanguisorba menor.

## Galeria

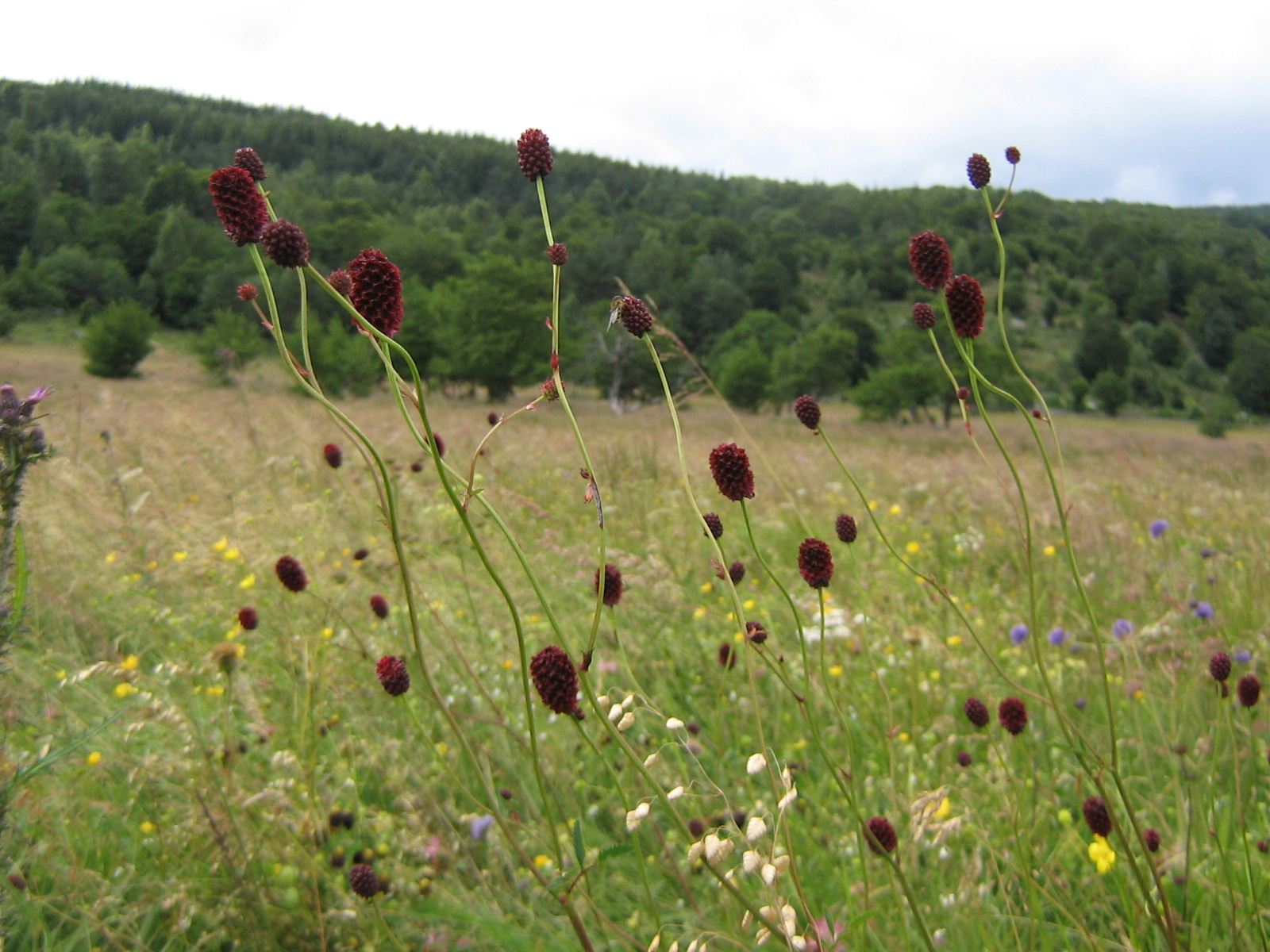
Hábitat
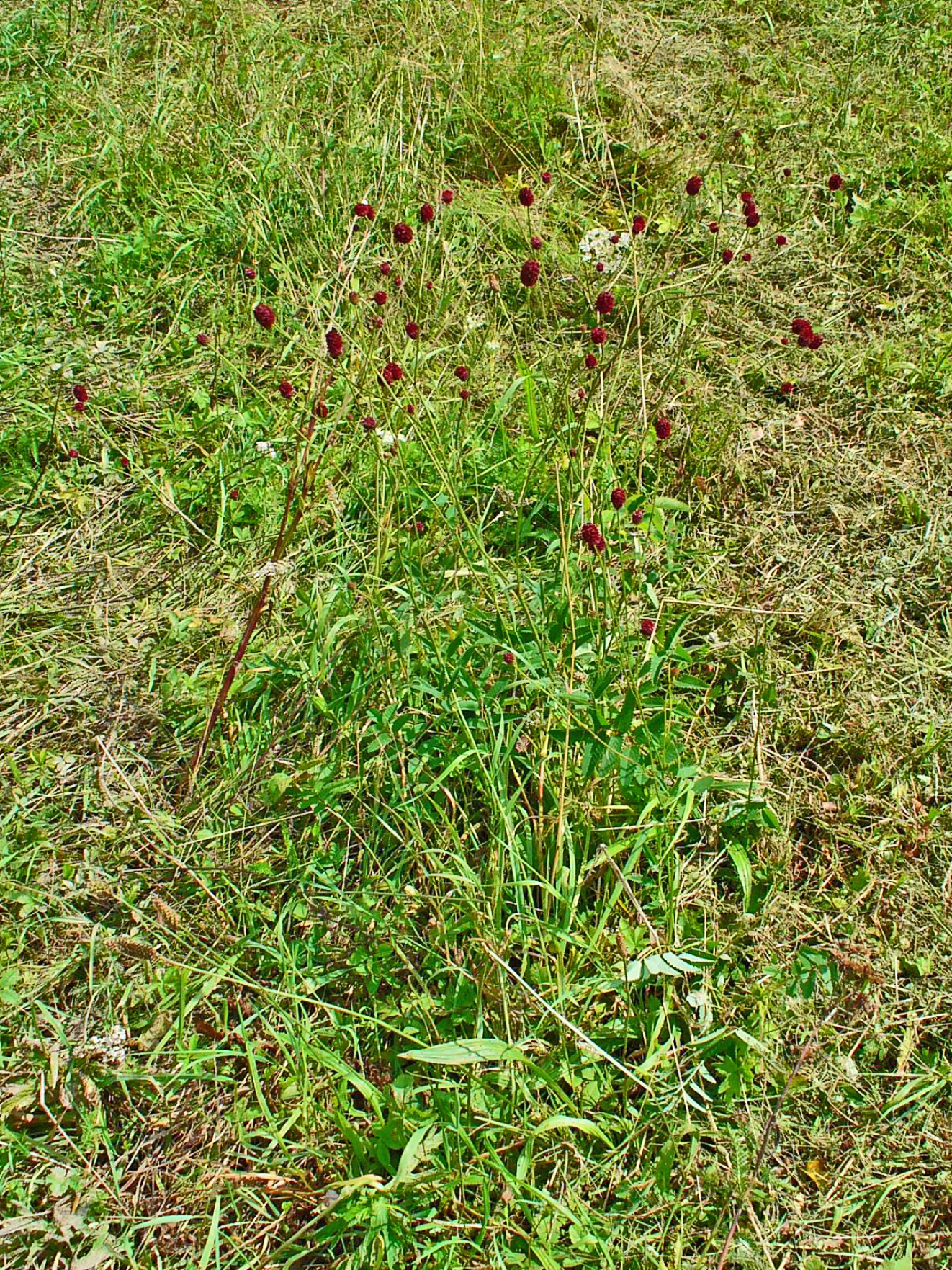
Planta
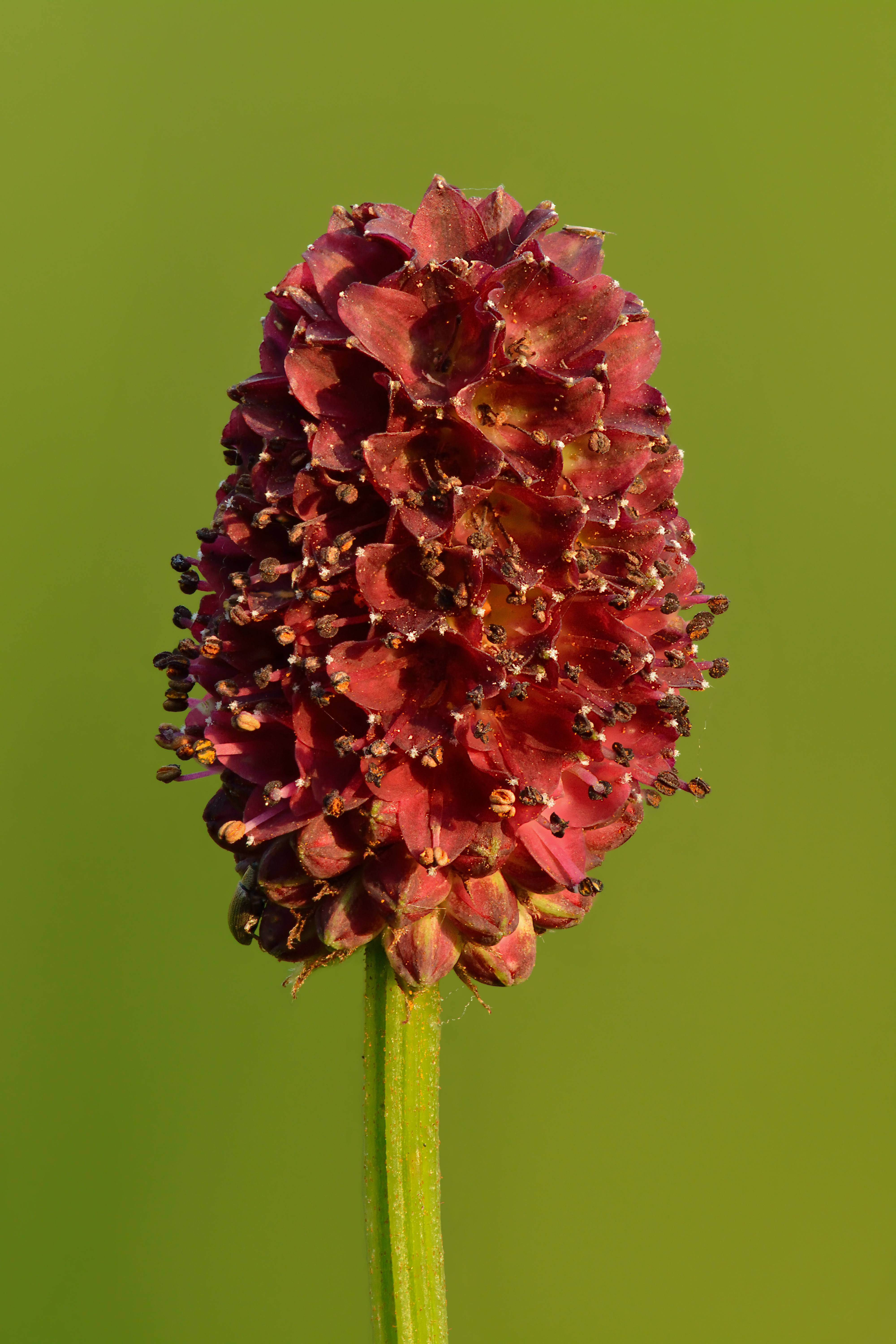
Inflorescencia
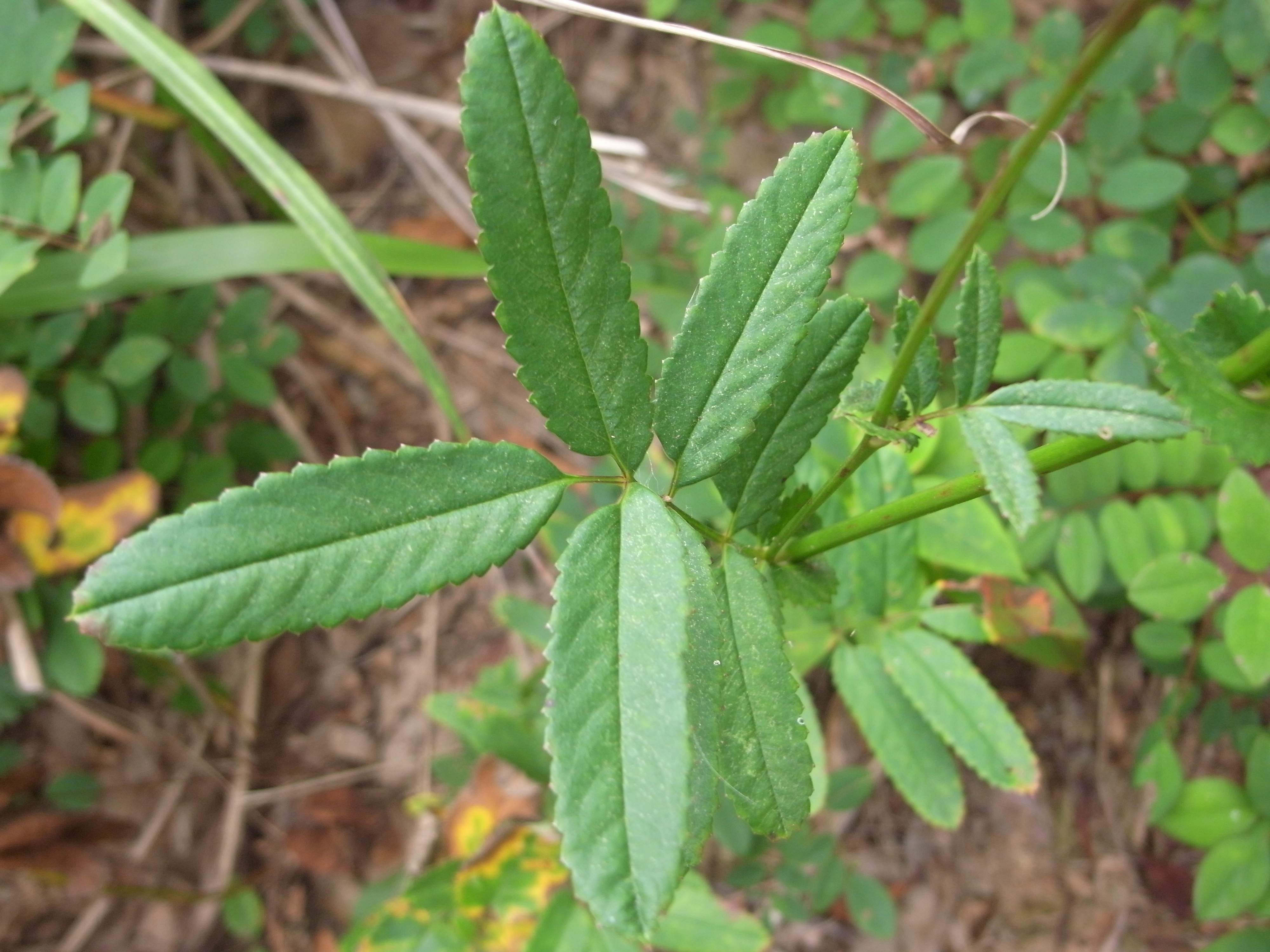
Hojas
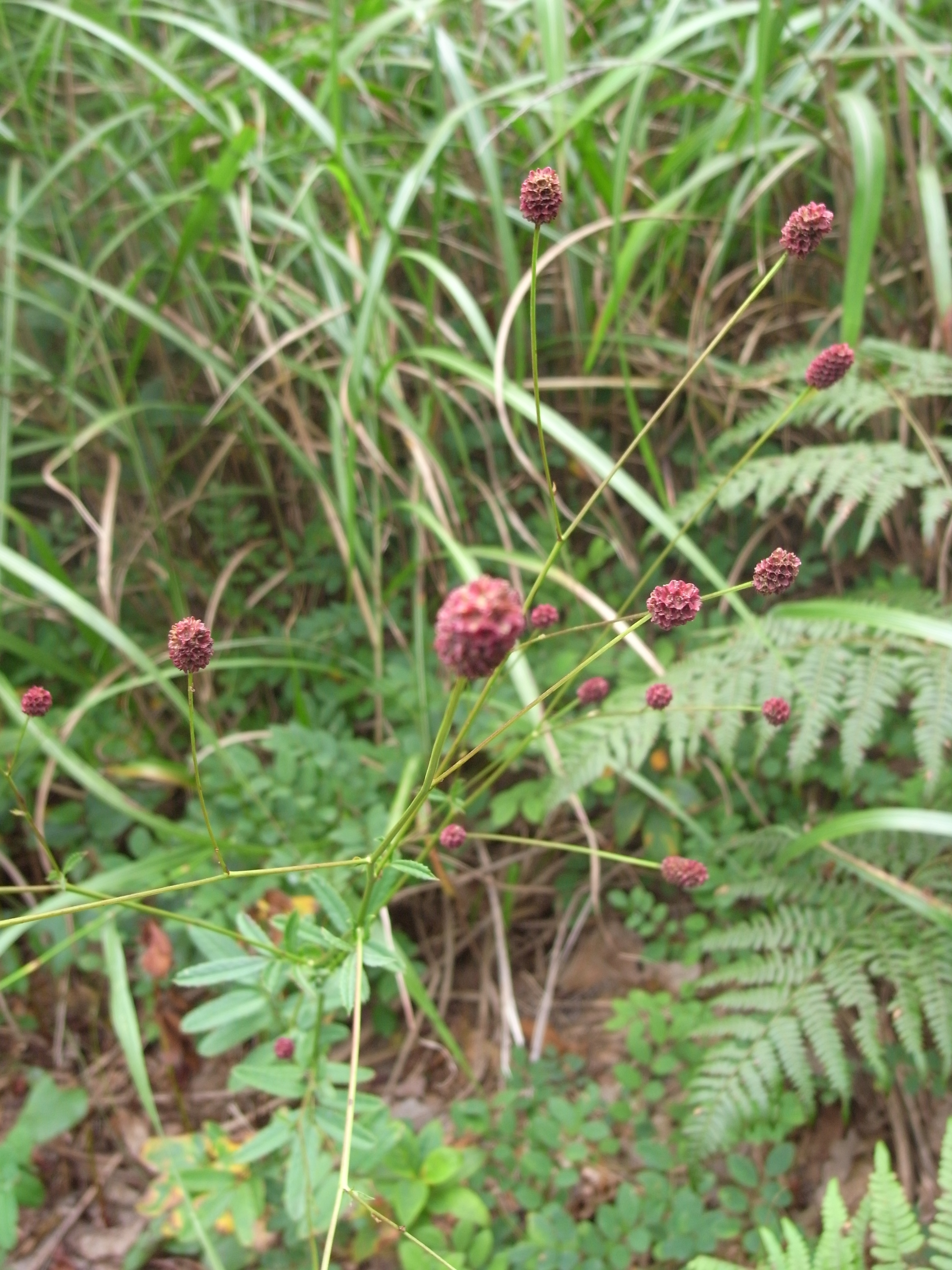
Hojas con flores.
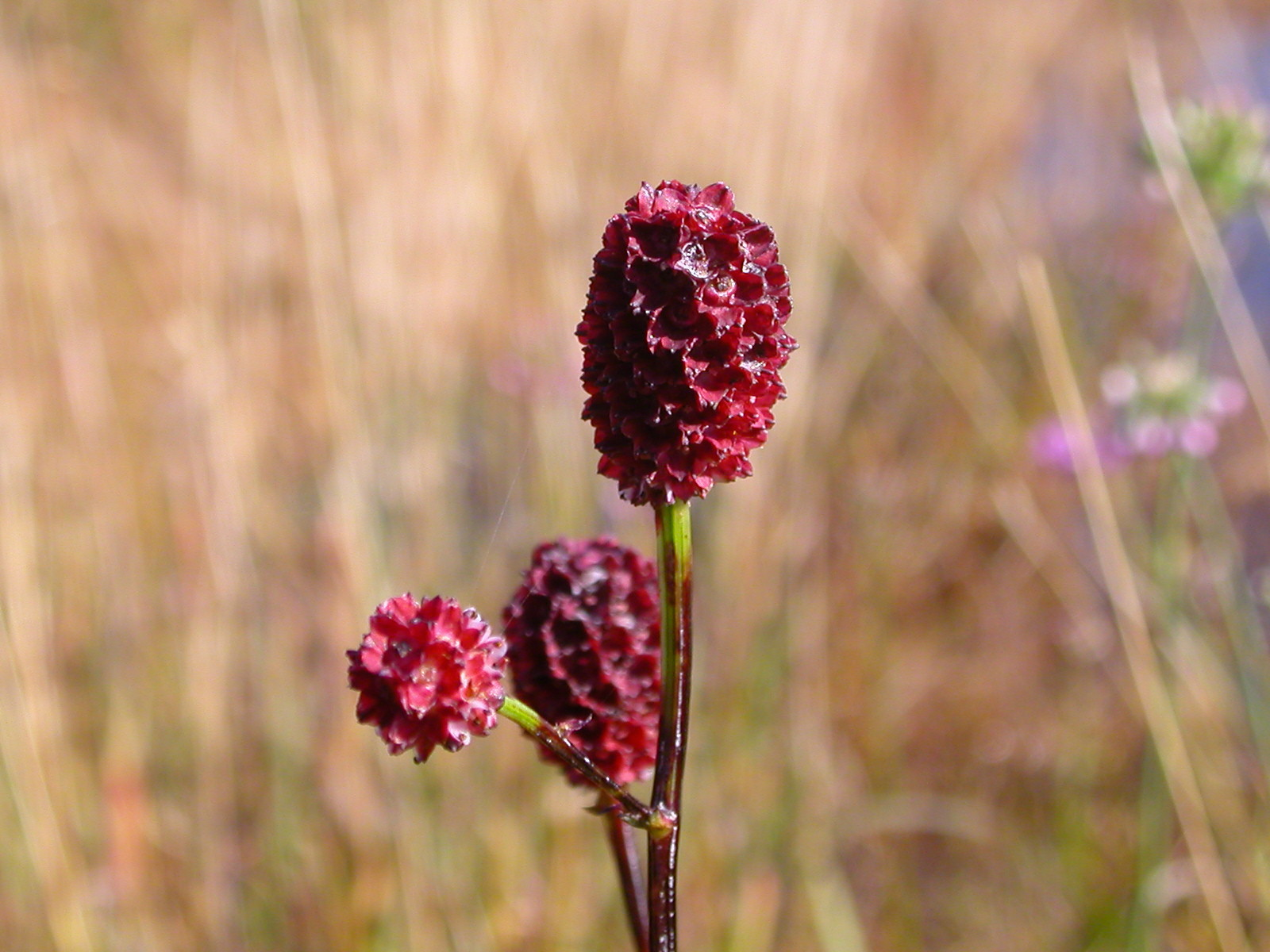
Flores
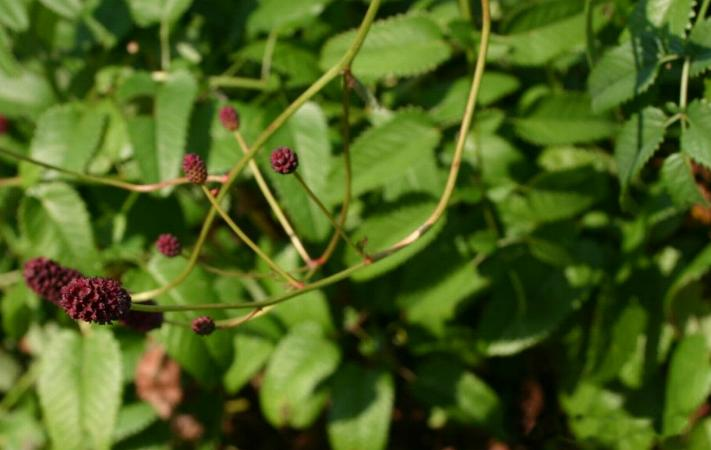
Flores y hojas
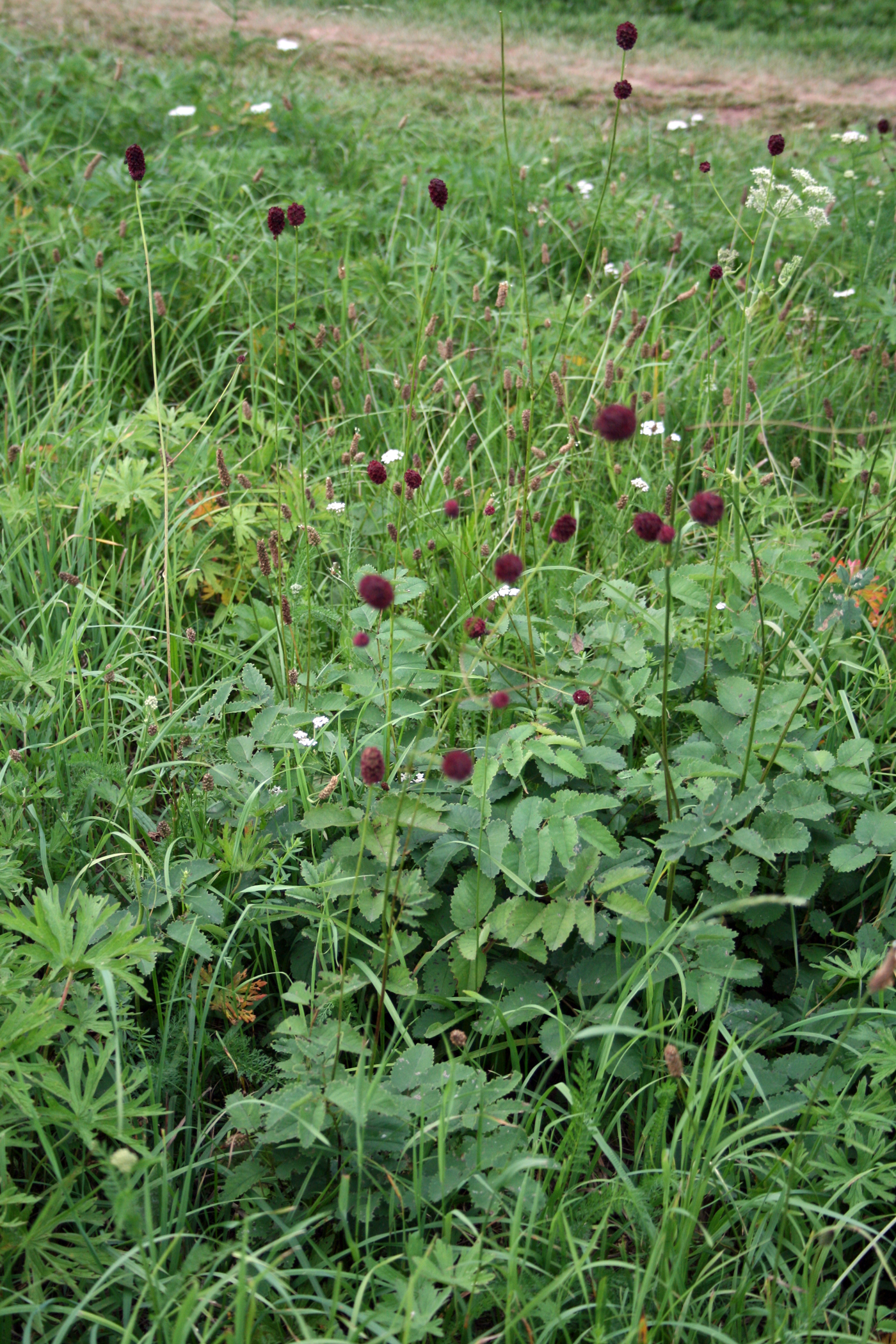
Pradera